# Ulu Grosbard
Ulu Grosbard (Antwerpen, 9 januari 1929 – New York, 19 maart 2012) was een Amerikaanse film- en theaterregisseur.

## Biografie
Ulu Grosbard werd in Antwerpen geboren als Israel Grosbard, maar door zijn broer Jack werd hij Ulu genoemd. Antwerpen vormt het centrum van de diamantindustrie en de jonge Grosbard begon dan ook naar verluidt als diamantslijper. Tijdens de Tweede Wereldoorlog emigreerde zijn familie naar Havana, alvorens in 1948 naar de Verenigde Staten te verhuizen.
Grosbard behaalde een Master of Arts aan de Universiteit van Chicago. Nadien studeerde hij nog één jaar aan de Yale-universiteit alvorens zich aan te sluiten bij het Amerikaanse leger. In 1954 liet de Belg zich naturaliseren tot Amerikaan.
Gedurende jaren 60 was hij vooral actief in het theater. In New York regisseerde hij zijn eerste producties, die vaak erg succesvol waren. In geen tijd groeide Grosbard uit tot een grote naam van het Broadway theatre. In 1964 werd hij genomineerd voor een Tony Award in de categorie Beste Regie. Hij had die nominatie te danken aan het toneelstuk The Subject Was Roses. Voorheen wonnen in die categorie grote namen als Elia Kazan, Mike Nichols en Joshua Logan. De schrijver van The Subject Was Roses won later de Pulitzerprijs voor zijn toneelstuk. Het zou uiteindelijk tot 1977 duren alvorens Grosbard nog eens genomineerd werd voor een Tony Award. Een jaar na z'n eerste nominatie trouwde hij met actrice Rose Gregorio.
In 1968 regisseerde hij de film The Subject Was Roses, gebaseerd op het gelijknamige toneelstuk. Voor die film kon hij net als destijds voor zijn theaterversie rekenen op de acteerkunsten van onder meer de jonge Martin Sheen en Jack Albertson. De film kreeg goede commentaren en leverde Albertson een Academy Award op. Het was niet Grosbards eerste ervaring met film. Eerder was hij ook al actief als second unit director van films als The Hustler (1961). Enkele jaren na Grosbards regiedebuut volgde zijn tweede filmproject: Who Is Harry Kellerman and Why Is He Saying Those Terrible Things About Me? (1971). Die film, met Dustin Hoffman in de hoofdrol, leverde actrice Barbara Harris een Oscarnominatie op. Method actor Hoffman en Grosbard konden het op de set goed met elkaar vinden en zouden later nog eens samenwerken.
Na voornamelijk het regisseren van toneelstukken keerde Grosbard in 1978 terug naar Hollywood. Dustin Hoffman was bezig aan zijn persoonlijk project Straight Time, dat hij zelf regisseerde. Na echter enkele dagen gaf hij de regie op. Hoffman gaf de fakkel door aan Grosbard, die de regie verder afwerkte. Een jaar eerder had Grosbard nog een Tony Award-nominatie ontvangen voor het toneelstuk American Buffalo, dat geschreven werd door de bekende scenarist David Mamet. Na twee filmprojecten met Dustin Hoffman volgde twee filmproducties met Robert De Niro. In 1980 regisseerde Grosbard True Confessions (1981), dat naast De Niro ook kon rekenen op Robert Duvall, die alom geprezen werd voor zijn vertolking. True Confessions was gebaseerd op de gelijknamige roman van John Gregory Dunne en lichtjes gebaseerd op de moord op Elizabeth Short.
Het romantische Falling in Love (1984) was Grosbards tweede samenwerking met De Niro. Verder bestond de cast uit bekende namen als Harvey Keitel en Meryl Streep. De film kende dezelfde problemen als True Confessions: een zwakke film die grotendeels werd rechtgehouden door de acteerprestaties. Grosbard gooide in Hollywood geen hoge ogen, hetgeen hij op Broadway des te meer deed.
In de jaren negentig verschenen nog twee films: Georgia (1995) en The Deep End of the Ocean (1999). Opmerkelijk was dat beide films gedragen werden door vrouwen. Georgia was een muziekdrama met Mare Winningham en Jennifer Jason Leigh in de hoofdrol, terwijl The Deep End of the Ocean voornamelijk steunde op de acteerprestatie van Michelle Pfeiffer. Die laatste film lanceerde tevens de carrière van de jonge Jonathan Jackson.
In 1996 zat hij in de jury op het Sundance Film Festival.

## Filmografie
- The Subject Was Roses (1968)
- Who Is Harry Kellerman and Why Is He Saying Those Terrible Things About Me? (1971)
- Straight Time (1978)
- True Confessions (1981)
- Falling in Love (1984)
- Georgia (1995)
- The Deep End of the Ocean (1999)

- Bibsys: 98079853
- Biblioteca Nacional de España: XX1305839
- Bibliothèque nationale de France: cb13999726s (data)
- Gemeinsame Normdatei: 116866578
- International Standard Name Identifier: 0000 0000 7823 8343
- Library of Congress Control Number: n86143607
- Nationale Bibliotheek van Tsjechië: xx0175237
- Nationale bibliotheek van Australië: 35153407
- Nationale Bibliotheek van Israël: 987007442801105171
- Nederlandse Thesaurus van Auteursnamen: 072282355
- SNAC: w6b643fk
- Système universitaire de documentation: 159721792
- Trove: 844087
- Union List of Artist Names: 500475395
- Virtual International Authority File: 79172076
- WorldCat: E39PBJrCdVDkGFQXjkGyqXM773